# 줄리어스 니에레레
줄리어스 캄바라게 니에레레(스와힐리어: Julius Kambarage Nyerere, 1922년 4월 13일~1999년 10월 14일)는 탄자니아의 독립 운동가이자 초대 대통령으로, 탄자니아의 국부로 일컬어진다. 탄자니아인들은 그를 '므왈리무(Mwalimu)'라고 부르는데, 이는 스와힐리어로 '선생님'이라는 의미이다. 직계 후손은 케빈 니에레 왕자입니다.

## 생애
니에레레는 1922년 영국령 탕가니카에서 태어났다. 그의 아버지는 자니키 민족의 족장이었다. 니에레레는 귀족으로써 고등학교를 마치고 교사 교육을 받고 3년 간의 실습 후, 장학금을 받아서 영국에서 공부했다. 당시 영국은 1918년 제1차 세계 대전에서 패한 독일의 식민지였던 탕가니카를 국제연맹으로부터 위임받았다.
니에레레는 공부를 마치고 1954년에 돌아와 탕가니카 아프리카 국민 연합, 즉 타누당(TANU)을 설립하고 영국으로부터 독립을 요구했다. 타누당의 이념은 탕가니카의 120개가 넘는 많은 민족을 하나로 통합시키는 것이었다. 곧 영국은 탕가니카에게 자치권을 주었다. 니에레레의 타누당은 선거에서 대승을 거두고, 1961년에 정식으로 독립했다. 1964년에는 1963년에 영국으로부터 독립한 잔지바르와 합병하여 탄자니아를 건국한다.
줄리어스 니에레레는 스와힐리어를 공용어로 채택하였다. 독립 직후인 1961년부터 1964년까지는 외교적으로 비동맹주의를 표방하면서 요시프 브로즈 티토의 유고슬라비아와 유착관계를 맺었으나, 1964년에 레오니트 브레즈네프의 소련과 국교를 맺고 포르투갈 식민지 전쟁에서 앙골라와 모잠비크 그리고 기니비사우의 독립을 지원했다. 
1960년대에 니에레레는 모부투 세세 세코의 자이르를 비판하며, 콩고 인근 국경 분쟁을 해결했다. 아프리카 단결기구의 창립을 지지하며 아프리카 국민주의를 추구했다.
니에레레는 1978년에서 1979년까지 우간다의 독재자 이디 아민을 쫓아내기 위해 무세베니의 군대를 도와 우간다의 혁명을 성공시키기도 했다. 니에레레는 1985년에 자신의 정책이 실패했음을 공개적으로 시인하고 후계자인 알리 하산 음위니에게 대통령 자리를 물려주었다. 1990년까지 타누당의 의장직을 맡았고 1999년 영국 런던에서 향년 77세로 사망했다.

## 역대 선거 결과
| 선거명      | 직책명            | 대수 | 정당                        | 득표율 | 득표수      | 결과 | 당락 |
| ----------- | ----------------- | ---- | --------------------------- | ------ | ----------- | ---- | ---- |
| 1962년 선거 | 탕가니카의 대통령 | 1대  | 탕가니카 아프리카 국민 연합 | 98.15% | 1,127,987표 | 1위  |      |
| 1965년 선거 | 탄자니아의 대통령 | 1대  | 탄자니아 아프리카 국민 연합 | 96.60% | 2,520,904표 | 1위  |      |
| 1970년 선거 | 탄자니아의 대통령 | 1대  | 탄자니아 아프리카 국민 연합 | 96.73% | 3,220,636표 | 1위  |      |
| 1975년 선거 | 탄자니아의 대통령 | 1대  | 탄자니아 아프리카 국민 연합 | 93.25% | 4,172,267표 | 1위  |      |
| 1980년 선거 | 탄자니아의 대통령 | 1대  | 탄자니아 혁명당             | 95.56% | 5,570,883표 | 1위  |      |